# Bruno Banzer
Bruno Banzer (* 17. Juni 1947) ist ein ehemaliger liechtensteinischer Kunstturner.

## Leben
Bruno Banzer nahm an den Olympischen Sommerspielen 1972 in München für Liechtenstein teil, nachdem er den Einzug in die Schweizer Mannschaft verpasst hatte. Sowohl im Einzelmehrkampf als auch an den Einzelgeräten schied er in der Qualifikationsrunde aus. Seine beste Platzierung war der 60. Rang am Pauschenpferd.
Banzer ist gelernter Elektromonteur und studierte später Psychologie.